# Roberto Requião

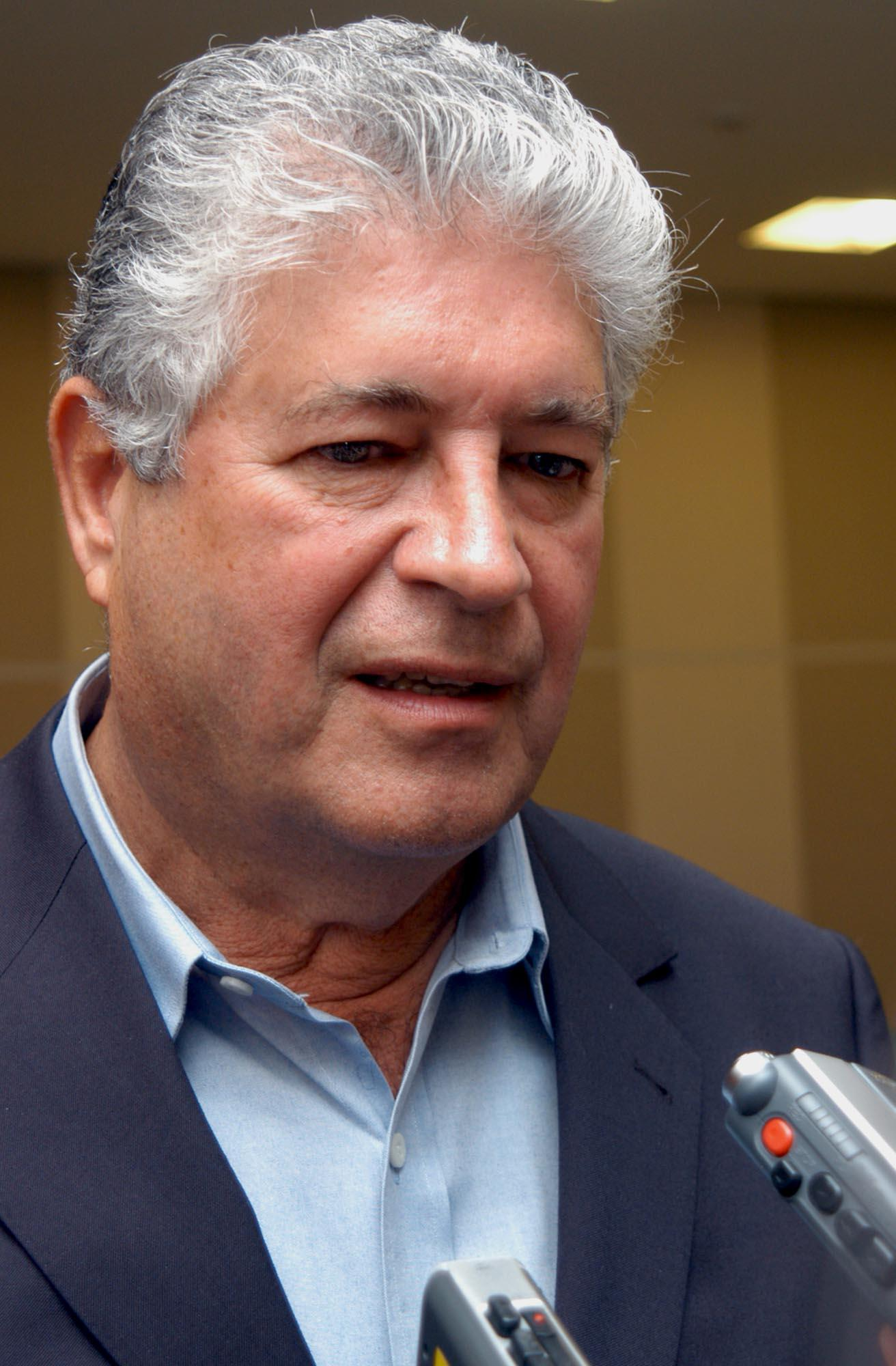
Roberto Requião, Juni 2004

Roberto Requião de Mello e Silva (* 5. März 1941 in Curitiba), bekannt als Roberto Requião, ist ein brasilianischer Politiker. Er gehörte dem PMDB an und seit 2022 dem Partido dos Trabalhadores (PT).
Roberto Requião war Gouverneur des brasilianischen Bundesstaates Paraná.
Im Jahr 2003 löste er den Gouverneur Jaime Lerner ab und erzielte im zweiten Wahlgang 55,1 % der Stimmen gegen Álvaro Dias (PSDB). Bei der Gouverneurswahl im Oktober 2006 konnte er sich im zweiten Wahlgang mit einem Vorsprung von lediglich 0,2 Prozentpunkten vor seinem Herausforderer Osmar Dias (PDT) durchsetzen.

## Politische Karriere
- 1983–1986: Abgeordneter in der Legislativversammlung von Paraná
- 1986–1988: Stadtpräfekt von Curitiba
- 1989–1990: Staatssekretär von Paraná für Stadtentwicklung
- 1991–1994: Gouverneur von Paraná (1. Amtszeit)
- 1995–2002: Senator für Paraná
- 2003–2006: Gouverneur von Paraná (2. Amtszeit)
- 2007–2010: Gouverneur von Paraná (3. Amtszeit)
- 2011–2019: Senator für Paraná im Nationalkongress